# 重庆市聚奎中学校
重庆市聚奎中学校，原称重庆市江津聚奎中学校，简称聚奎中学，是一所位于重庆市江津区的普通高中。

## 学校历史
重庆市聚奎中学校前身是清同治七年（1868年）乡人在此开设的义塾。
清同治九年（1870年），义塾由时任白沙团总的张元富正式命名为“聚奎义塾”。
清光绪六年（1880年）建成聚奎书院，由程绥仁任斋长，“聚奎义塾”更名为“聚奎书院”。
光绪二十七年（1901年）清廷令天下书院改设学堂，一律兼习中西学科。聚奎书院于光绪三十一年（1905年）更名为聚奎学堂，原书院斋长邓鹤翔转任堂长，除留下部分年幼的书院学生外，开始招收五年制初小男生入学，全学堂学生共有56人。次年，招四年制高小男生入学。
民国元年（1912年）聚奎学堂改成聚奎学校。
民国二年（1913年）年聚奎学校定名为“江津县立聚奎初高等小学校”。由于学风好，质量高，两年间学生增至297人，被白眉初著《四川地志》称为“川中模范小学”。
民国十一年（1922年），由于军阀混战，土匪猖獗，黔军进驻黑石山，学校被迫迁到白沙镇桓侯宫与白沙女子高小合用校地，次年（1923年）又迁到遛马岗（原新本女校）。
民国十五年（1926年），学校又重新迁回到黑石山。
民国十七年（1928年），学校邀请校友吴芳吉制定校旗，编写校歌并首次撰写校史，写成《聚奎学校史稿》。
民国十八年（1929年），学校建成了能容纳1300人的仿罗马歌剧院式建筑鹤年堂。
民囯二十四年至民国二十九年（1935年―1940年），学校三次获得教育部、四川省政府、四川省教育厅特令嘉奖，被社会各界誉为川东名校。
民国三十一年（1942年），学校增办三年制高中，但采取男女生分班教学。
民国三十五年（1946年），由于女生人数减少，男生女生实行合班上课。
1950年，聚奎中学与新本女子学堂合并，更名为“奎新中学”。
1952年，江津县人民政府接管奎新中学，学校更名为“四川省江津县第三中学校”，并于秋季开始招收高中新生。
1966年，文化大革命开始，学校逐渐停课。
1970年，学校成立“革命委员会”，当时学校虽未复课，但“四川省江津县第三中学校”的校名并未明令撤销。
1972年，开始恢复办学，再次招收高、初中新生。
1978年，恢复校长责任制，同时恢复新生入学考试，学校被江津地区确定为重点中学。
1984年6月，经江津县人民政府批准，学校改称为“四川省江津县聚奎中学校”。
1987年秋，江津县人民政府将黑石村小学划入聚奎中学将其设立为“聚奎附小”。
2004年，重庆市人民政府确认聚奎中学为重庆市重点中学。
2012年9月26日，重庆市江津聚奎中学校更名为重庆市聚奎中学校。

## 校园文化
聚奎中学风景宜人，学校优美的环境熏陶着一届又一届的学子，用“志不求易，事不避难”的校训激励着学子。

## 师资力量
聚奎中学现在校教职工300余人，骨干教师21人，国家级、重庆市级骨干教师8人。学校拥有庞大的师资队伍，每年学校都有部分学生考入重点大学。

## 学校荣誉
聚奎中学建校140多年来，先后创下了重庆市级、江津区级多项荣誉。
2001年，学校被评为“重庆市市容整洁单位”。
2002年，被重庆市委、市人民政府命名为“文明单位”。
2003年，学校被评为“重庆市园林式单位”、重庆市“绿色学校”，同年获评重庆市“诚信文明单位”。

## 知名校友（部份列举）
| 姓名   | 性别 | 在校时间     | 主要成就                                     |
| ------ | ---- | ------------ | -------------------------------------------- |
| 陈文贵 | 男   | 1914-1917年  | 国家一级教授、中国科学院院士、微生物学家     |
| 卞小吾 | 男   | 1888－1893年 | 创办四川省第一家《《重庆日报》               |
| 诸克聪 | 男   | 1890年       | 曾任《吉林日报》主笔，吉林省议员             |
| 吴芳吉 | 男   | 1906年入学   | 爱国诗人、重庆大学创始人                     |
| 樊弘   | 男   | 1913年毕业   | 北大教授、著名经济学家                       |
| 程绍迥 | 男   | 1909年入学   | 曾任中国农科院副院长                         |
| 周光召 | 男   | 1941年入学   | 著名核物理学家，第九届全国人大常委会副委员长 |
| 邓若曾 | 男   | 1950年毕业   | 中国女排原主教练                             |
| 彭德秋 | 男   | 1975年毕业   | 四川省组织部组织处处长                       |